# 罗伯特·皮尔

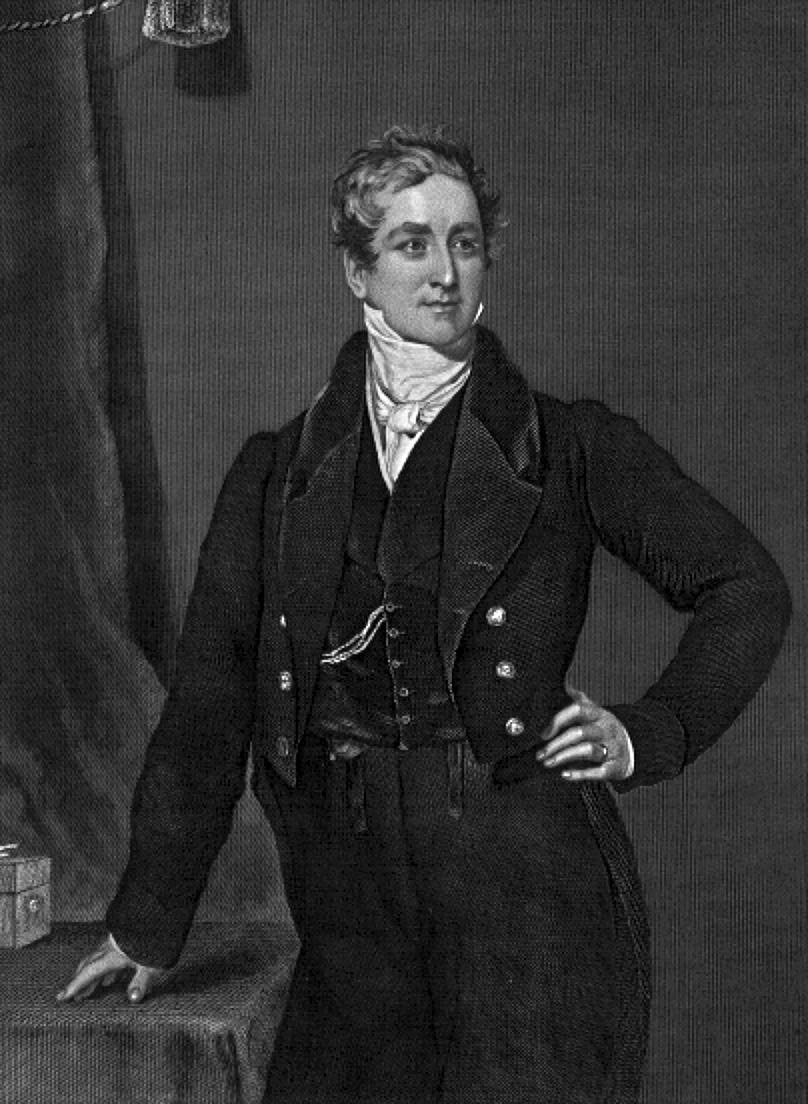
罗伯特·皮尔

罗伯特·皮尔爵士，第二代從男爵（英語：Sir Robert Peel, 2nd Baronet，1788年2月5日—1850年7月2日），Bt，FRS，出生于英國布莱克本附近，政治家，他被看作是英国保守党的创建人，及倫敦警察廳的成立者。
他曾经从1834年12月10日至1835年4月18日和从1841年8月30日至1846年6月30日出任英国首相，在英国下议院中他代表地方贵族、神职人员和爱尔兰高层阶层的利益。

## 生平
罗伯特·皮尔的父亲老罗伯特·皮尔爵士（1750年—1830年）是一个富有的棉花加工厂主和塔姆沃思的议员。罗伯特是他的长子，从小就被预备作为政治家而接受教育。每个周六他必须重复他当天听到的两次布道。
罗伯特·皮尔在牛津上中学，拜伦是他的同学。在经典和数学中他是第一名。1800年他进入牛津大学。为了奖赏他的成绩他父亲1809年为他买下了爱尔兰蒂珀雷里郡一座城市里的议员席位。当地只有24名合格的选民，他没有对手。除了他父亲外他的另一个支持者是阿瑟·韦尔斯利。此后25年里两人的政治生涯息息相关。
1809年4月21岁的皮尔进入英国下议院。他支持首相威廉·卡文狄希-本廷克的政府。而且立刻引人注目。下议院的发言人查尔斯·阿伯特称皮尔的首次演说是“威廉·皮特以来最好的一次首次演说”。

### 部长

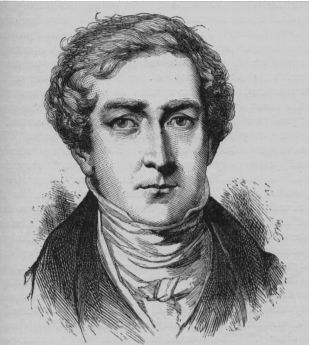
罗伯特·皮尔

皮尔在下议院仅待了一年皮特就向他提供了战争和殖民地副部长的职务。皮尔在罗伯特·班克斯·詹金逊手下帮助进行对法国的军事行动。
1812年5月詹金逊任首相，他任命皮尔为爱尔兰部长。皮尔开始中止爱尔兰政府内的腐败。他试图中止出卖公共职务和因为政见解雇部门职员的做法。皮尔也是第一个试图打散优惠新教徒、歧视天主教徒的做法。但是他的政策并不成功。最后他甚至被看作是早期“天主教解放”运动的主要反对者。
1814年皮尔决定解散丹尼尔·釉康乃尔建立的天主教委员会。两人之间开始了长年斗争。1815年釉康乃尔要和皮尔决斗。皮尔去爱尔兰，但是釉康乃尔却在去决斗场的路上被捕。
1817年皮尔决定辞去爱尔兰部长的职务，这使得下议院里的爱尔兰新教议员非常不安。57名议员签署了一份请求要求他不要辞职，因为他们认为皮尔“完美地管理”了爱尔兰的事物。牛津大学为了赞扬皮尔“为新教做出的贡献”请他代表该大学为下议院议员。皮尔接受了这个邀请。
作为贵金属委员会（Bullion Commission）的成员他为法国大革命战争后英国财政的稳定做出了贡献。1819年他坚持使得皮尔法令获得议院同意，英国重新使用金属货币。

### 内务部长
1822年皮儿回到詹金逊的政府任内务部长。在此后五年里他负责对法律系统进行大规模的改革，其中包括废除250多本老法律。在这个过程中他也显示出自己是严格保守派观点的拥护者，不过他并不反对管理和司法系统中有益的改革。他与天主教解放作斗争、提高普及教育、大幅度地改善了法庭程序，整顿了刑法法律。
1823年引入的银行法重新引入1797年被取消的英格兰银行有将现金兑换为金的义务。
他改革刑法，减少了要判处死刑的数目。通过给监狱看管发薪水和对犯人提供教育服务，改革英国的监狱管理。
1827年詹金逊瘫痪，未能繼續擔任首相，喬治·坎寧继任首相。坎宁赞成天主教解放，而皮尔则是其积极反对者。皮尔认为他无法与新首相合作，因此辞职。
坎宁于四个月后逝世，弗雷德里克·约翰·罗宾逊仅短期任首相职，此后皮尔的老朋友威靈頓公爵任首相，皮尔再任内务部长。在这段时间里他被看作是继威廉·卡文狄希-本廷克之后保守党的二把手。
但是这时天主教解放的支持者和反对者对内务部的压力都非常大。1828年7月26日亨利·佩吉特写信给皮尔说爱尔兰位于暴乱的边缘，他请求皮尔利用他的影响来为天主教徒说话。20年来皮尔始终反对天主教解放，但是这封信促使他再思他的立场。
皮尔给威靈頓公爵写信说：“虽然（天主教）解放是一个大危险，但是内战是一个更大的危险”。他还写道，如同威廉·皮特曾正确地说过，“在情况变化后依然维持自己的成见是自己的虚荣心的奴隶”。虽然皮尔能够说服威廉·卡文狄希-本廷克，但是乔治四世坚决反对天主教解放。1829年2月皮尔成功地使得一个新法律被议会通过。按照这个新法律天主教徒可以使用改变的宣誓进入议会，以及获得公共服务的职务。由于威靈頓政府威胁要辞职，因此最后乔治四世勉强同意了这部法律。1829年3月5日皮尔在下议院介绍《天主教解放法》时说，其功劳在于他长年的政敌查尔斯·詹姆斯·福克斯和喬治·坎寧。
选他为代表的牛津大学因此撤回了对他的信任，就连他的兄弟和父亲也表示反对他。皮尔因此被迫辞去他为牛津大学议员的职务，因为他在这里最主要的受到支持的原因是他对天主教解放问题上的反对。他改变了他的选区，由此保持了他的议员地位。
长时间来許多政治家对伦敦的治安问题感到不安，於是在1829年，在皮爾的主導之下成立了採用現代化制度的倫敦警察廳。直到今天伦敦的治安警依然被称为（老用法）或者（皮尔的名）。虽然这个措施一开始不得人心，但是它非常有效地打击了犯罪行为，因此从1835年开始这个措施在整个英国普及。
这个时候尤其在英国的下层有改革的愿望。给予天主教徒平等权利是这个愿望之一。威廉四世继位和法国爆发七月革命后，要求进行议会改革的呼吁越来越强烈。
1830年11月16日威靈頓政府集体辞职。由于保守党只顾及商人及貴族的利益，他们被辉格党取代，結束六十年執政。1830年11月22日查尔斯·格雷出任首相。
皮尔首次成為反对党領袖。他完全反对格雷的议会改革提案。从1831年7月12日至27日他在下议院演讲48次反对这个提案。他的主要论据是通过购买选区的系统使得许多非常有能力的人得以进入议会。皮尔此时是下议院中的反对派领袖，他18个月中徒劳地对格雷政府的改革法案进行斗争。
1832年改革法律通过后在此后的普选，保守党大受打击。尽管皮尔本人获胜，但是保守党仅有100多名下议院议员了。
1833年2月皮尔进入改革后的议院后发现他的党派的成员几乎丧失了2/3的人。他将这些人团结在一起，很快也赢得了许多辉格党人的支持，这些辉格党人对改革的结果以及政府与极端主义者之间的联系而感到不安。这样一来皮尔组织了一个新的保守党，这个新的保守党在老托利党的固执不动与辉格党的灵活性之间寻找了一条道路。
这几年英国非常动荡不安，但是可能的确是太多改革在太短的时期里进行了。总之威廉四世决定减缓改革的速度，在格雷和威廉·拉姆的政府之后他重新让保守党组阁。

### 第一次首相任期：1834－1835
1834年11月威廉四世解雇辉格党政府，任命皮尔为首相。但此时皮尔正在意大利，因此在11月和12月第一代威靈頓公爵阿瑟·韋爾斯利代任了三个星期的首相职。
皮尔立刻决定进行新选举。1835年1月他在他的选区对选民进行的演讲成为保守党的竞选政策。他表示接受1832年的改革法律，但是表示需要执行一个缓和的改革政策来保存英国最重要的传统。这个演讲标志着从老的、压制性的保守党演化为新的、比较开明的保守党。
虽然保守党赢得了一些中產选民的支持，但是辉格党在下议院依然占多数。虽然如此威廉四世委任他组织政府。辉格党与丹尼尔·釉康乃尔领导的爱尔兰极端主义者联合，多次在下议院成功地反对了政府的决策。因此皮尔于1835年4月8日辞职。
皮尔辞职的另一个原因是议会通过了一个允许将部分爱尔兰教会财产为非教会使用的法律。威廉·拉姆再任首相，皮尔又成为下议院的反对党领袖。虽然如此他守言支持政府进行的、缓和的改革政策。1836年格拉斯哥大學选他为校长。
1839年5月维多利亚女王问皮尔是否愿意出任首相，由于这又是一个少数政府，因此他要求女王对他表示更大的信任。女王拒绝解雇手下的辉格党人或其支持者。因此皮尔拒绝上任，辉格党继续执政。

### 第二任首相任期：1841－1846
议院再次选举后皮尔终于获得了组织一个多数政府的机会。1841年8月皮尔被委任组阁。他又一次宣布进行缓和的改革。
1841年9月皮尔再次上任，这个政府中结合了老保守党的党魁和温和的辉格党人，它是英国历史上很有趣的一个时期。皮尔小心翼翼地开始降低那时很高的保护税。
在此前英国政府入不敷出。皮尔因此决定提高税收。1842年3月11日他宣布引入7%的所得税。他还说他希望这个税收可以使得政府降低入口关税。
1843年皮尔又与丹尼尔·釉康乃尔发生冲突。釉康乃尔发动了一个反对联盟法的运动，并打算举行一次大集会。英国政府宣布这个集会非法。由于釉康乃尔依然准备这个机会，因此他被以阴谋为由逮捕。
皮尔试图通过建立一个委员会来研究法律对爱尔兰事务的影响，以此来解决爱尔兰宗教冲突的问题。他将爱尔兰牧师学校的支出从每年9000英镑提高到26000英镑。
1844年的第二部银行法是对大卫·李嘉图和罗伯特·托伦斯的“货币理论”对托马斯·图克与约翰·福拉顿的“银行理论”的胜利的反映。这个法律规定英格兰银行只能发行相应于其金储量的货币，而且只有英格兰银行可以在威尔士和英格兰发行货币。这是今天英国两级银行系统的起源。
1844年发行的工厂法限制妇女和儿童在工厂工作的时间长度，以及设立了初始的机器的安全标准。有意思的是由此皮尔继续了他父亲的议员工作。对于19世纪前半页来说皮尔进行的工作条件改革是相当瞩目的。
皮尔政府最重要的成就同时也是其下台的原因。他降低了保护本国农民受到外国竞争的粮食进口税。这一打破保守派的保护主义的行为的原因是爱尔兰马铃薯危机。
1845年在爱尔兰爆发的晚疫病使得皮尔为缓和爱尔兰问题作的努力落空。爱尔兰的马铃薯收获落空，使得居民缺乏主食。约300万本来依靠马铃薯为生的穷人需要便宜的粮食进口。皮尔以粮食进口税无益地提高粮食进口为由要求废除这个税，来解决爱尔兰的危机。理查德·科布登也要求废除粮食进口税。
1846年皮尔向议会提交了三个法案。第一个法案计划在三年后完全废除粮食进口税。第二个法案是降低所有关税。第三个法案是保护爱尔兰的财产和生命的强迫性措施。前两个法案被通过，第三个法案被一个保护税用户者、极端主义者、辉格党和爱尔兰人的联盟反对。
皮尔自己不支持这些法案，但是大多数辉格党人、保守党人和极端主义者于1846年6月29日通过了前两个法案。这个决定使得保守党分裂。皮尔于次日辞职下台，結束五年首相生涯。实际上这些法案并未能够减轻爱尔兰的灾情。

### 晚年
罗伯特·皮尔继续参加下议院会议，从1846年至1847年为约翰·罗素的政府提供了许多支持。
此后皮尔是一个更接近温和的辉格党的中间党派的领导人。从1847年至1848年他是一个支持自由贸易的政府的主要支持者。
1850年6月28日他就希腊问题和亨利·约翰·坦普尔的外交政策作了一次重要的演讲。次日他在骑马时坠落受重伤，于7月2日於倫敦逝世。

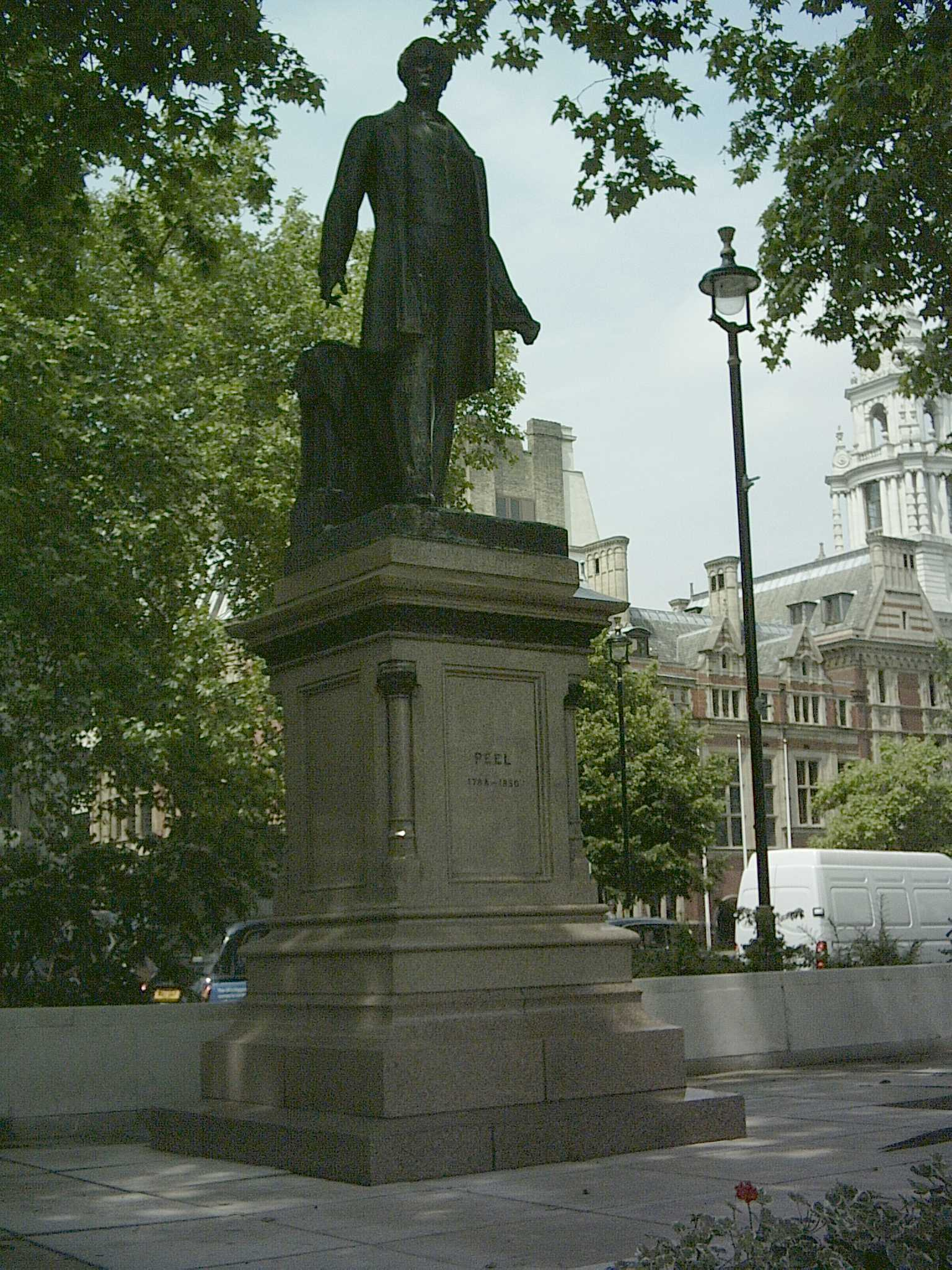
伦敦议会广场上的皮尔像

## 重要性
罗伯特·皮尔是英国19世纪的一位卓越人物，他的政治策略反映了当时社会的变迁。他务实、经验丰富，是一位出色的和理智的演讲家。他的政治策略的变化反映出他同时是一位爱国者和务实的政治家。就连他最强烈的敌人也承认他的说服力和正直。在英国许多地方有他的纪念碑。
在英文當中，羅伯特（Robert）的昵稱之一為博比（Bobby），因為創建了現代警察制度，在大部份英文國家中，博比（Bobby）一詞除了代表羅伯特（Robert）以外，亦有“警察”的意思。